# Speonomus bepmalei
Speonomus bepmalei es una especie de escarabajo del género Speonomus, familia Leiodidae. Fue descrita por René Gabriel Jeannel en 1908. Se encuentra en Francia.